# Bataille de Yatay
Guerre de la Triple-Alliance
La bataille de Yatay est un affrontement qui a opposé la Triple-Alliance (Brésil, Argentine, Uruguay) au Paraguay le 17 août 1865 dans la province de Corrientes au nord de l'Argentine durant la guerre de la Triple-Alliance.
Cette bataille est le premier affrontement terrestre majeur entre les belligérants durant la deuxième phase du conflit.

## Contexte
Peu de temps après avoir déclaré la guerre à l'Argentine, le dictateur paraguayen Francisco Solano López envoie deux colonnes attaquer le territoire argentin : l'une d'elles, commandée par le général Wenceslao Robles (es), occupe la ville de Corrientes le 14 avril 1865 ; la seconde, composée d'environ 12 000 hommes et commandée par le lieutenant-colonel Antonio de la Cruz Estigarribia (es), se rend à l'est de cette province pour attaquer le territoire brésilien sur le Rio Uruguay.
En réponse, le 1er mai, l'Argentine, l'Uruguay et l'empire du Brésil, signent la Triple-Alliance.
Après la perte de Corrientes, le général argentin Wenceslao Paunero se lance le 25 mai dans une attaque audacieuse et récupère la ville. Mais, devant l’énorme supériorité numérique de l’ennemi, il l’évacue deux jours plus tard et se dirige vers le sud-ouest de la province. Ce n’est qu’après avoir échoué à Corrientes que Paunero apprend l’avancée du Paraguay sur le fleuve Uruguay.
Pendant ce temps, durant la bataille navale de Riachuelo, la flotte brésilienne détruit l'escadre paraguayenne près de la ville de Corrientes. Cette défaite empêche la colonne paraguayenne du Paraná de prêter assistance à celle du fleuve Uruguay.

## Les deux armées

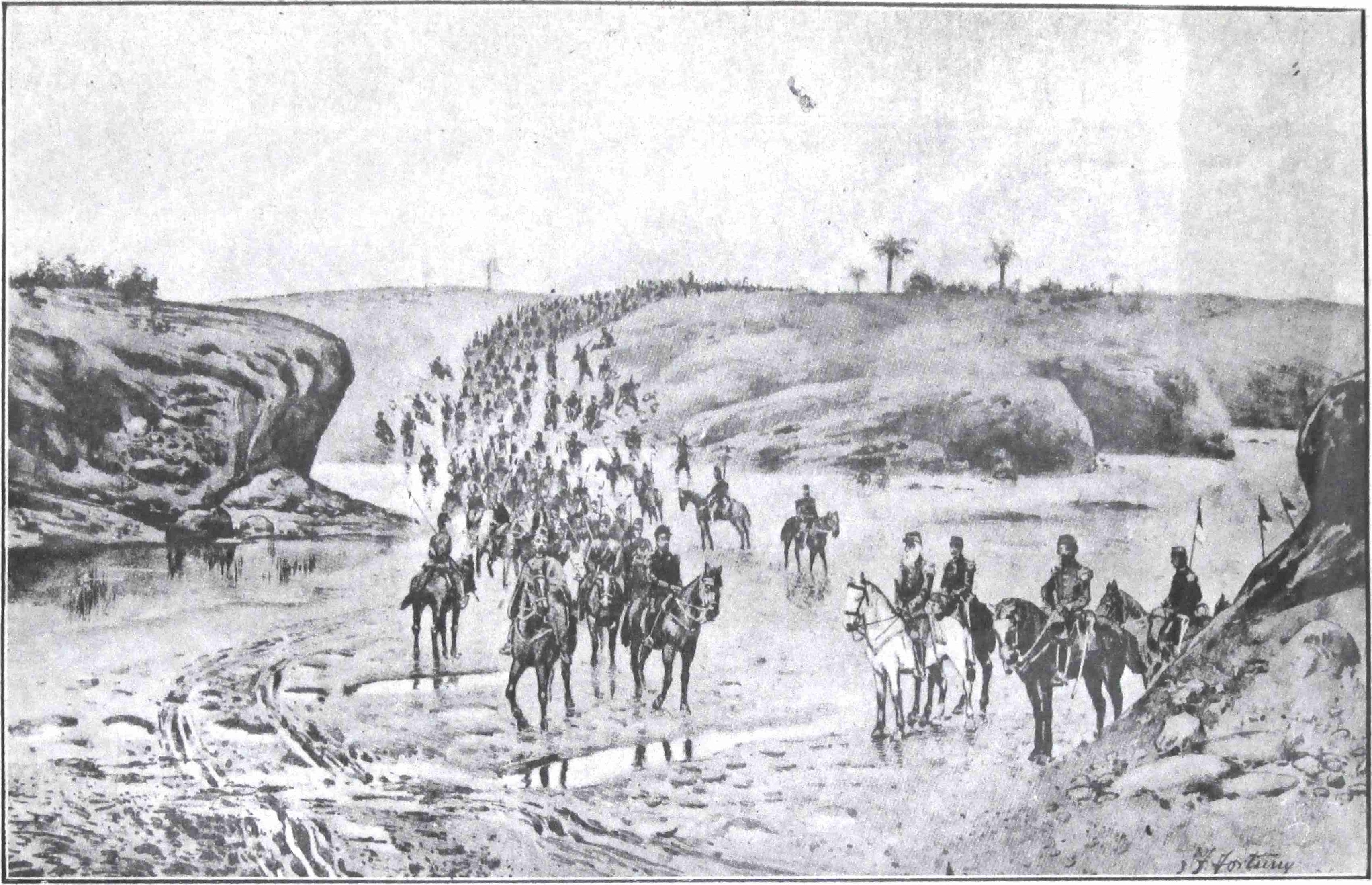
Premier corps argentin dans la province de Corrientes le 13 août 1865.

Président de l’Uruguay depuis sa victoire sur le parti blanc, le général Venancio Flores met ses troupes en ordre de marche pour faire la jonction avec les 2 750 hommes dirigés par général argentin Justo José de Urquiza. Les forces brésiliennes, commandées par le lieutenant-colonel Joaquim Rodrigues Coelho Nelly, et composées de 1 200 hommes, se dirige vers Concordia. Là, ils se rencontrent le 13 juillet, et reçoivent de Bartolomé Mitre, le président Argentin, l'ordre de se ranger entièrement sous les ordres de Venancio Flores. Lors de sa réunion du 1er mai, le régiment de ligne de cavalerie "San Martín" est envoyé, avec 450 hommes, plus un escadron d'artillerie de 140 hommes. Au total, Venancio Flores compte 4 540 hommes, des forces qu’il jugeait insuffisante pour faire face aux deux colonnes paraguayennes, au cas où elles se rencontreraient.
Flores, Duarte et Estigarribia se dirigent lentement vers le point de jonction. Les 3 600 hommes de Paunero avancent à marche forcé à travers les rivières et les marais, traversant le sud de la province de Entre Ríos pour rejoindre Venancio Flores. En outre, 1 400 hommes de la cavalerie Corrientes commandés par le général Juan Madariaga s'y rendent. Enfin, le colonel Simeon Paiva, avec 1 200 hommes, suit de près la colonne paraguayenne de Duarte, avec ordre formel de ne pas attaquer.
Estigarribia a l'occasion de détruire l'armée ennemie mais la laisse passer. Il désobéit également aux ordres de Lopez lui ordonnant de continuer son chemin vers Alegrete : le 5 août, il entre en Uruguaiana et ordonne de réorganiser ses forces  sans chercher à soutenir Duarte. Les forces brésiliennes du général David Canabarro, trop peu nombreuses pour attaquer la colonne composé de 5 000 hommes d'Estigarribia, se bornent à rester près de la ville, sans être attaquées par le général paraguayen.

## Bataille

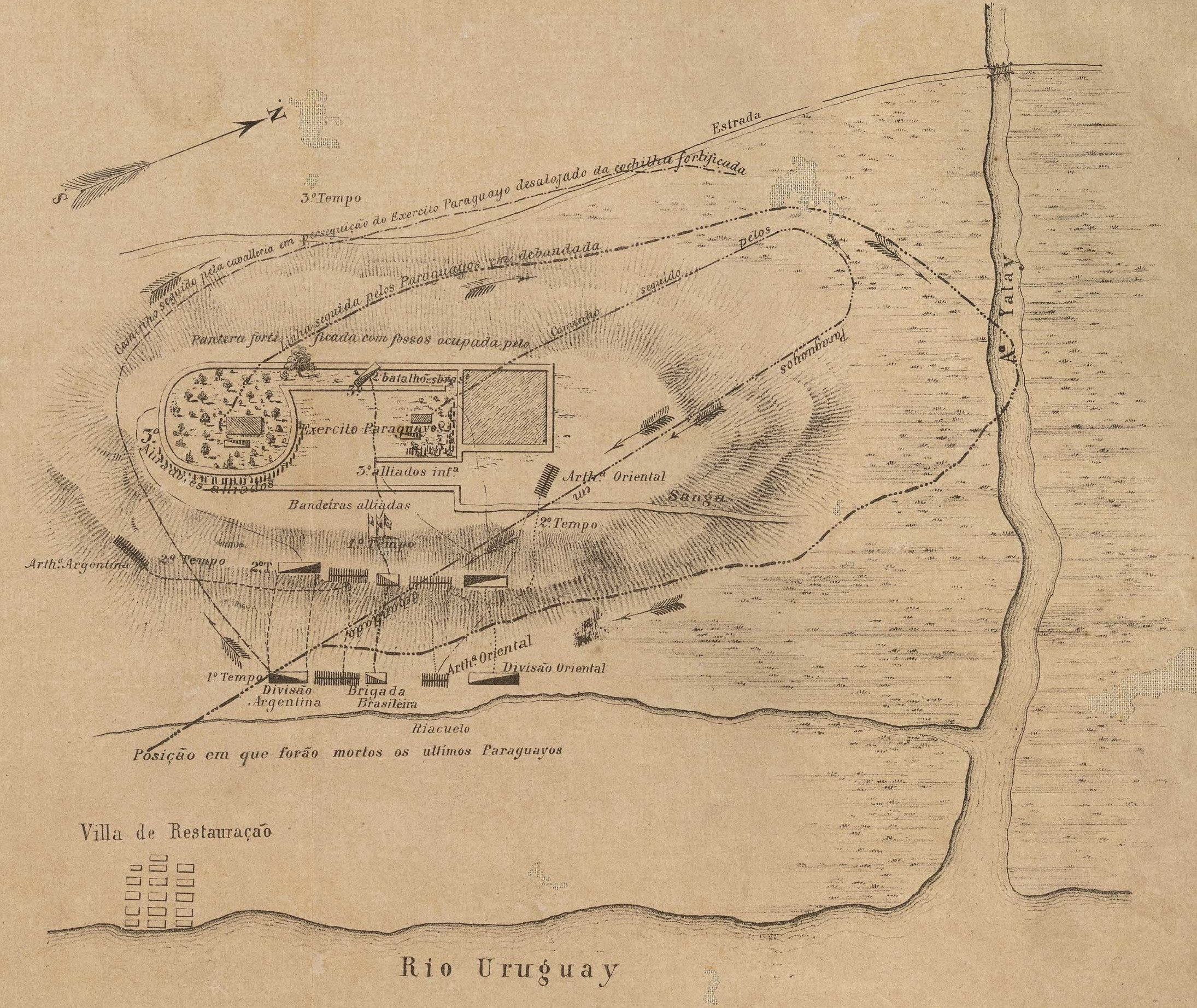
Plan d'attaque brésilien de la bataille.

Le champ de bataille est en grande partie inondé à cause du débordement de la rivière Yatay, en plus de ceux de son affluent, le ruisseau Despedida et du fleuve Uruguay. La plupart des forces d'infanterie paraguayennes sont retranchées entre des arbres et des fossés dans la zone des fermes du village voisin et sont protégées par un bourbier difficile à franchir. 
La bataille commence à 10 heures du matin par une attaque précipitée de la division d'infanterie de Leon de Palleja, qui a déclaré qu'il était « inhumain » de tirer à l'artillerie sur un ennemi désarmé et a ordonné à ses soldats d'avancer. Duarte profite de l'erreur et contre-attaque avec presque toute sa cavalerie, faisant des centaines de victimes et l'obligeant à battre en retraite. D'autre part, l'artillerie - une arme qui aurait pu décider seule de la bataille n'a pas pu tirer car la division León de Palleja se trouvant juste sur la ligne de tir, elle aurait été touchée.
Malgré le succès limité de la cavalerie, les Paraguayens ne peuvent pas tenir longtemps devant une armée supérieure de 10 000 hommes. Le corps à corps de cavalerie prend fin lorsque les Paraguayens sont défaits par la supériorité numérique et que le fils aîné de Duarte, à cheval et sabre à la main, est fait prisonnier par l'infanterie de l'alliance,.
Le dernier assaut de l'infanterie du lieutenant Zorrilla, qui traverse le ruisseau Yatay, est interrompue par une charge de cavalerie de Suárez et de Madariaga, qui les attaquent par l'arrière. Une centaine de soldats paraguayens traversent le fleuve Uruguay à la nage, tandis que les autres sont tués ou faits prisonniers. Au total l'armée paraguayenne perd 1 500 hommes, plus 1 600 prisonniers, dont 300 blessés.
L'alliance, quant à elle, compte 318 soldats tués et 220 blessés. 

### Le massacre et l’enlèvement des prisonniers

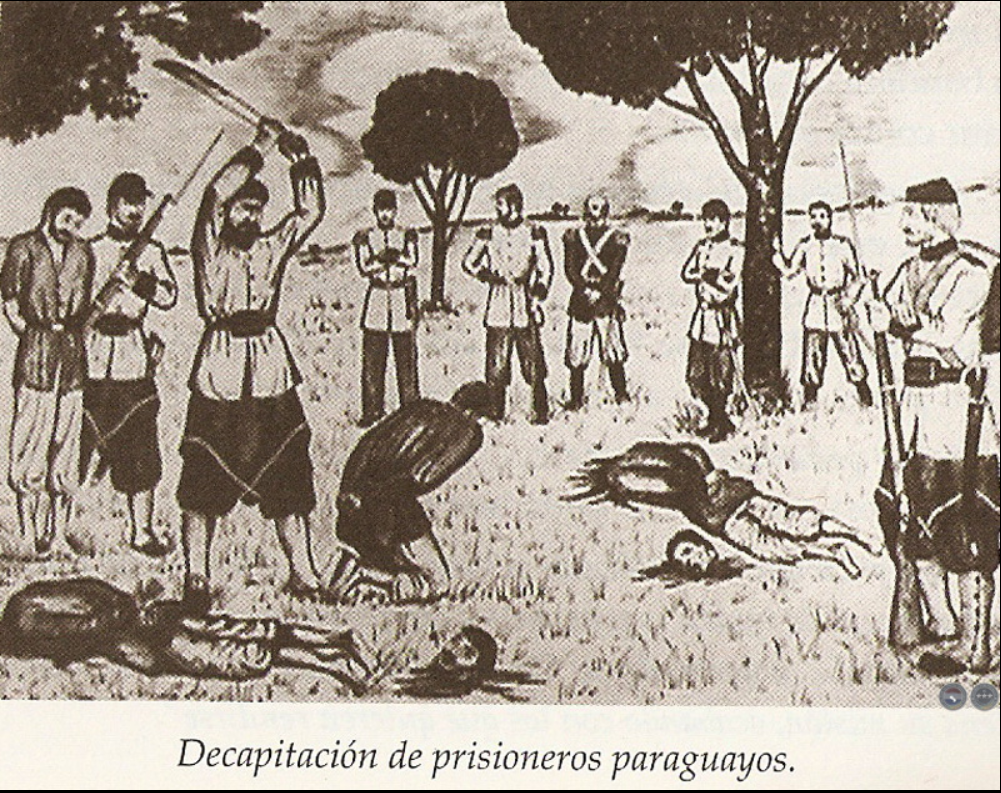
Décapitation des prisonniers paraguayens.

La bataille se termine à midi et il s'ensuit un massacre sanglant. Des petits groupes de Paraguayens qui se sont battus « comme des sauvages » - selon Flores, car ils ont été acculés au bord des rives marécageuses du Yatay, refusant de se rendre. Dans ses écrits, le président Marcos Paz (es) indique : 

« Notre groupe de prisonniers en Uruguaiana comptait un peu plus de 1 400 personnes. Mais un nombre qui devrait être plus élevé. Un chef de cavalerie brésilienne m'a dit qu'il y a eu beaucoup de kidnapping de prisonniers, au moins 800 à 1 000 d'entre eux ont été enlevés. Ils sont devenus esclaves. Jusqu'à aujourd'hui, ils enlèvent et achètent des prisonniers. Le commandant Guimaraes, chef d'une brigade brésilienne, m'a dit l'autre jour qu'il devait marcher dans les rues de l'Uruguaiana en disant qu'il n'était pas paraguayen pour qu'il ne soit pas kidnappé. »